# Aula Rector Dhanis
De Aula Rector Dhanis is het grootste auditorium van de Universiteit Antwerpen in de Stadscampus. De aula ligt in het stadscentrum van Antwerpen. 
Het gebouw uit 2002 ontworpen door Driesen-Meersman-Thomaes Architecten (DMT) was een van de nominaties in de categorie nieuwbouw bij de allereerste editie van de Prijs Bouwmeester, toen nog Prijs Bouwheer 2003, een prijsuitreiking ondersteund door de toenmalige Vlaamse Bouwmeester, bOb Van Reeth. De Aula Rector Dhanis werd derde laureaat en leverde de architecten een bronzen aandenken op. De Aula was eveneens een van de geselecteerde projecten bij de eerste Nacht van de Architectuur op 12 oktober 2007, onder meer door cineaste Kaat Beels uitgewerkt met de kortfilm Taking Care.
Het gebouw is gelegen in de ruimte tussen de aaneengesloten bebouwing van de drie aanpalende straten, in de driehoek gevormd door Kleine Kauwenberg, Vekestraat en Paardenmarkt. De bijhorende gebouwen van het complex en de voornaamste toegang bevinden zich aan de Kleine Kauwenberg, een dienstdoorgang en de uitrit van de ondergrondse parking van het complex in de Vekestraat. Het ligt iets ten noorden maar slechts een blok verwijderd van de historische gebouwen waar de Universitaire Faculteiten Sint-Ignatius Antwerpen in gevestigd waren.
Het werd ingehuldigd op 13 februari 2002 bij de viering van het honderdvijftigjarig bestaan van de Sint-Ignatius Handelshogeschool die in 1852 werd opgericht, en in 1965 overging in de Universitaire Faculteiten Sint-Ignatius Antwerpen (UFSIA). De opening vond plaats anderhalf jaar voor in oktober 2003 de UFSIA definitief opging in de Universiteit Antwerpen. Met de naam van het complex en de aula werd door UFSIA rector Etienne Dhanis s.J. gevierd, de eerste rector van de UFSIA.
Het complex is opgesplitst in vier afzonderlijke gebouwen:
1. Aula Rector Dhanis (auditorium met 700 zitplaatsen)
2. Gebouw met 2 kleinere auditoria (2x 100) en 4 leslokalen (4x 50)
3. Het Unifac-gebouw/Studentenfoyer (zijde Kleine Kauwenberg)
  - Lokalen voor Studentenclubs (Unifac, Wikings-NSK...)
  - Studentenhuisvesting ("koten")
  - Vergaderzaal
4. Kantoorgebouw (zijde Vekestraat)

De Aula telt 700 zitplaatsen en heeft 3 grote schermen voor de projectie van studieondersteunend materiaal. Er werd expliciet rekening gehouden met de toenemende gemiddelde lengte van studenten, met hogere deuren en meer beenruimte. De grootste aula op de Buitencampus is de Aula Fernand Nédée (Gebouw Q) op de Campus Drie Eiken. Deze biedt ongeveer plaats aan 600 mensen. Naast de Aula Rector Dhanis telt de Stadscampus nog andere grote aula's waaronder de R.001, de R.002, de M.001 en de M.002.
Met een gedeelte van de ruimte onder de betonnen schelp, onder de helling van de zitplaatsen van het auditorium is een semi-publiek binnenpleintje gemaakt, dat ruimte schept tussen de verschillende gebouwen van het complex waarin ook kantoren zijn opgenomen. Het geheel is onderkelderd met een ondergrondse parkeergarage met 96 plaatsen.
In het complex zijn fotoprints op glas van de uit Oostenrijk afkomstige Brusselse Aglaia Konrad geïntregreerd. Een andere kunstenaar, de Brit Perry Roberts, tekende voor de kleurkeuzes in pasteltinten van de eindafwerking van meerdere wanden en het meubilair van en in de gebouwen.